# Eurosurveillance
Eurosurveillance(Euro vigilancia: boletín Européen sur les maladies transmissibles.Boletín europeo de enfermedades transmisibles) es una revista médica de acceso abierto sobre epidemiología, vigilancia, prevención y control de las enfermedades transmisibles y se centra en temas relevantes para Europa. La revista es una publicación sin fines de lucro y editada por el Centro Europeo para la Prevención y el Control de Enfermedades .
El factor de impacto fue de 7,4 en 2018. Según las estadísticas de ISI Web of Knowledge, la revista con este factor de impacto ocupa el sexto lugar entre 78 revistas de la categoría de enfermedades infecciosas. Para el período 2019-2020 se ha publicado un factor de impacto de 6,454

## Indexación
La revista está indexada y en bases de datos como: PubMed / MEDLINE , PubMed Central (PMC); Scopus , EMBASE , bases de datos EBSCO , Science Central, Web of Science y Google Scholar.

## Métricas de revista
2022
- Web of Science Group : 6.307
- Índice h de Google Scholar:116
- Scopus: 11.622